# Ту-22
Ту-22 (за класифікацією НАТО — Beauty (1961—1962), Blinder (з 1962)) — радянський дальній надзвуковий стратегічний бомбардувальник. Був створений у 1950-х роках у КБ Туполєва. На озброєння прийнятий 1962 року. Виготовлено 311 літаків.
Літак призначався для заміни бомбардувальника Ту-16.
У Військово-повітряних силах СРСР мав прізвисько «Шило» (за форму фюзеляжу) і «Людожер» (за високу аварійність).

## Історія
Літак Ту-22 розроблявся як заміна бомбардувальника Ту-16. Робоче проектування Ту-22 (проект «105») ОКБ Туполєва (головний конструктор Д.Марков) почалося 15 серпня 1955 року та вже до серпня 1957 року, була завершена робота над планером першого прототипу.
До літа 1958 року на прототип були встановлені двигуни та почалися статичні випробування.
21 червня 1958 року літак «105» (екіпаж льотчика-випробувача Ю. Т. Алашеева) здійснив свій перший політ.
З 1957 року паралельно з розробкою проекту «105» розпочалися роботи по другому прототипу — «105А». У цій машині передбачалося серйозні зміни в плані аеродинаміки (в проектуванні застосували «правило площ»). Саме цей прототип і став згодом літаком Ту-22.
Ту-22 будувалися на Казанському заводі № 22 з 1959 року по грудень 1969 року. Вартість однієї машини становила близько 10 млн рублів.
Всього було виготовлено 311 літаків цього типу (в модифікаціях бомбардувальника Ту-22А та Ту-22Б, розвідника Ту-22Р, ракетоносці Ту-22К, постановника перешкод Ту-22п та навчально-тренувального літака Ту-22У; понад половини з них було оснащено штангою системи дозаправки паливом по системі «шланг-конус» від літаків 3МС-2 та Ту-16Н та мало позначення Ту-22РД, Ту-22КД, Ту-22ПД та Ту-22УД відповідно).
Були створені літаки візуальної, радіотехнічної та радіоелектронної розвідки Ту-22Р (Ту-22РД), Ту-22РМ (Ту-22РДМ). Також Ту-22Р (і інші модифікації розвідників) могли проводити топографічну та аерофотозйомку в оперативній глибині оборони супротивника, для чого в фюзеляжі встановлювалися три аерофотоапарата (АФА-42/100 або АФА-42/20, АФА-40, АФА-41/20, АФА-54/100-2МР або нічний Нафа-МК-75). Крім розвідника були створені навчальна модифікація ТУ-22У, з додатковою кабіною для льотчика-інструктора замість бортового оператора, і літак радіоелектронної боротьби ТУ-22П, який призначений для створення активних та пасивних перешкод в метровому, дециметровому та сантиметровому діапазоні хвиль. Завдяки новому на той час потужному радару ТУ-22п міг виявляти повітряні цілі та наводити на них винищувачі, а також давати цілевказівки наземним засобам ППО.
Ту-22 був найбільш аварійним літаком радянських ВПС: тільки до 1975 року розбилося близько 70 машин (20 % парку).
Останні Ту-22 були зняті з озброєння ВПС РФ та ВМФ Росії в 1990-ті роки.

## Експлуатація

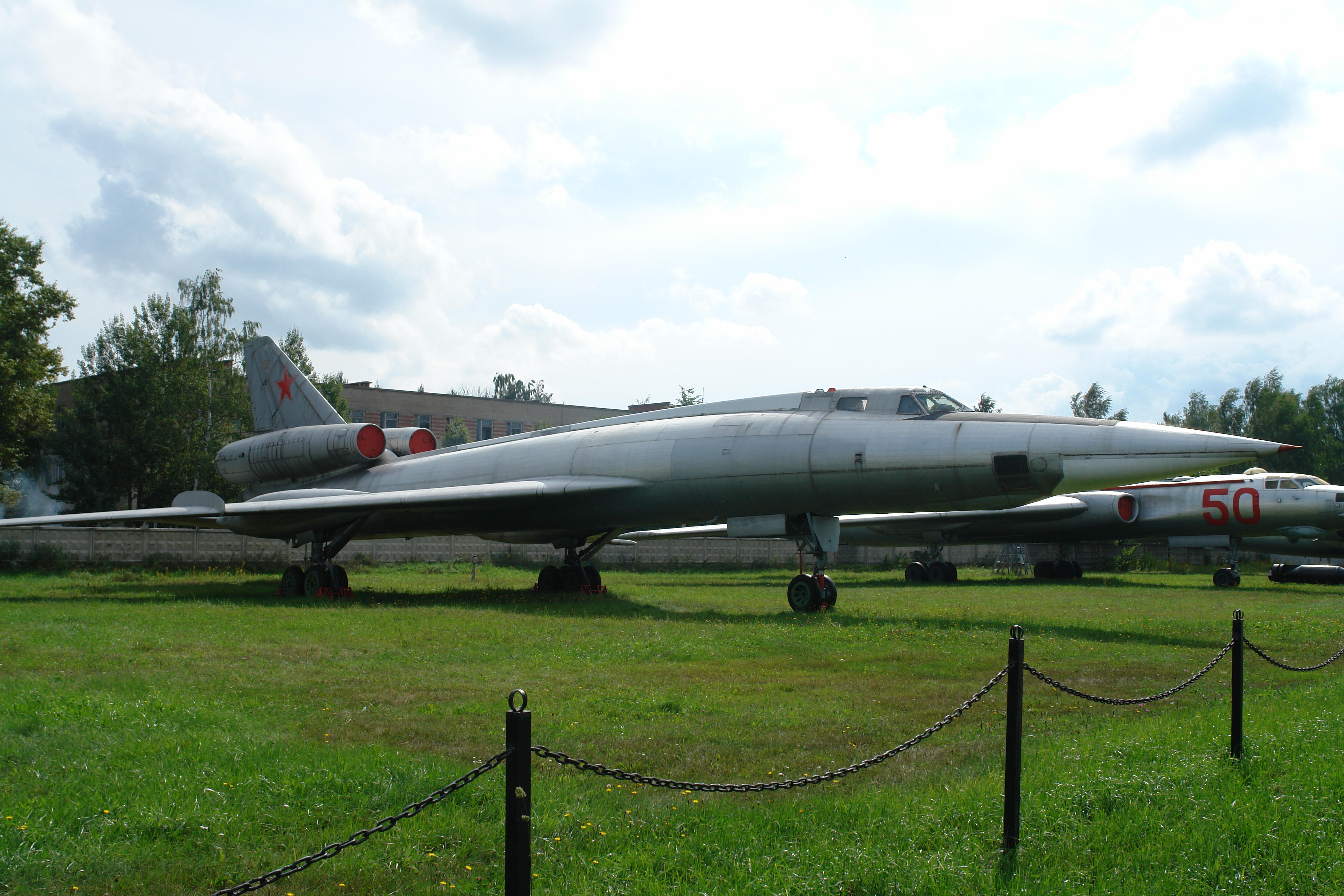
Ту-22 в Музеї Моніно

З 1962 року в частині ВПС стали надходити перші серійні надзвукові бомбардувальники середньої дальності Ту-22 (виріб «А», виріб «Ю»).
Ту-22Б, що призначалися для завдавання бомбових ударів по стаціонарних, морських та малорухомих цілях. У варіанті ракетоносця-бомбардувальника (Ту-22К, Ту-22КД) літак міг нести одну надзвукову ракету «повітря-поверхня» Х-22 «Буря» (ракета розміщувалася в напіввтопленому положенні під фюзеляжем) або до 13 т бомб вільного падіння. Крім основного бомбовідсіка в центроплані Ту-22 мав по одному невеликому відсіку для патронів Пікс на гондолах основного шасі. Для захисту задньої півсфери застосовувалася дистанційно гідравлічно керована гарматна установка ДК-20 з гарматою P-23 (262П), скорострільністю до 2800 постр/хв.
Екіпаж складався з командира, штурмана та бортового оператора.
Ту-22 оснащувався досконалим для свого часу бортовим устаткуванням: Радар переднього огляду «Рубін-1А» (на ракетних варіантах стояла РЛС «ПН»), РЛС управління вогнем оборонної гарматної установки «Аргон-2», гарматний телеприціл ТП-1, навігаційний бомбардувальний автомат з навігаційним обчислювачем ЦНВУ-1, астрооріентатор БЦ-63А, радіовисотомір РВ-25А, централь швидкості та висоти ЦСВ-1М, радіокомпас АРК-11, автопілот АП-7МЦ, радіостанція ближньої навігації РСБН-2С, засоби Радіоелектронна боротьба (автомат пасивних перешкод АПП-22, станції перешкод «Бузок»). Ту-22 оснащувався катапультованим кріслами, причому для забезпечення посадки екіпажу в літак крісла електропідйомниками опускалися вниз. На Ту-22 пізніших випусків стала встановлюватися система дозаправки в повітрі зі штангою паливоприймача в носовій частині літака (збудовано або переобладнано 176 машин).
Експлуатація Ту-22 виявила масу достатньо серйозних недоліків літака. На великих надзвукових швидкостях через повітряні вихори, викликані невдалим розміщенням двигунів над хвостовому оперенні, літак ставав важкокерованими. Через ефект реверсу елеронів максимальну швидкість в експлуатації (літаків перших серій) обмежили до 1,4 М. В польоті через нагрівання обшивки та деформації конструкції відбувалося мимовільне переміщення тяг управління, що викликало сильні крени й розгортальні моменти (іноді для парирування крену доводилося тримати штурвал в положенні 90°). Літак був нестійкий та схильний до поздовжнього прогресуючого розгойдування.
Після доопрацювання та установки демпферів тангажа ДТ-105А, автомата поздовжньої стійкості АУ-105А, автомата додаткових зусиль АДУ-105А ці негативні недоліки були практично усунені. Серйозні незручності екіпажу завдавав поганий огляд з кабіни та висока посадкова швидкість. Не додавали якісних характеристик літаку і катапультні крісла К-22 (мінімальна висота покидання літака Ту-22 в горизонтальному польоті 350 м), які відстрілювалося донизу.
Двигуни ВД-7М, встановлені на літаку, також мали масу недоліків. Згодом на Ту-22 встановлювалися більш потужні та надійні ТРДФ РД-7М2, а літаки, що перебувають в експлуатації, поступово допрацьовувалися.
Повсякденна експлуатація літака перетворилася на складне завдання. Передполітна підготовка займала до 3,5 годин, попередня — весь робочий день. Ускладнено було обслуговування силових установок, розташованих на великій висоті. Широкосмуговий найсильніший гуркіт двигунів вимагав захисту у техскладу не тільки органів слуху, але й черевної порожнини. Робочі місця екіпаж займав за 15 хв. до вирулювання, у зв'язку з великим обсягом перевірок систем та прогріванням двигунів тощо.
Недостатня надійність та недоведеність життєво важливих систем привела до серії важких льотних пригод, а через конструктивні прорахунки та помилки літак протягом всієї своєї експлуатації постійно допрацьовувався представниками ОКБ та промисловості, і був доведений до більш-менш нормального стану до середини 80-х років. Особливо важко вводився в дію ракетоносець Ту-22К.
На літаку Ту-22 командирами кораблів літали тільки льотчики 1 класу. Не всі пілоти могли освоїти цю рідкісну, важку та швидкісну машину. У дальній авіації, і мабуть у всій історії світової авіації, це був єдиний важкий (з посадковою вагою в районі 60 тонн та швидкістю торкання 320—330 км/год) серійний літак з «одинарним» екіпажем — без «правака» (другого пілота) та без другого штурмана.
В історії експлуатації Ту-22 було кілька неприємних випадків відмов екіпажів вилітати на цьому типі літака.
На машині більш ніж широко застосовувалося спиртове охолодження, у вигляді спиртоводяної суміші (так званої «шпаги» або «шила» — в ДА, і «Шльомки» — в АВМФ), в кількості 450 літрів (кількість та обсяг спиртових ємностей дуже неоднакова на різних модифікаціях літака), що викликало вельми неоднозначну реакцію в середовищі авіаторів та створювало проблеми командуванню.
Авіаційні полки Ту-22 дислокувалися тільки в європейській частині СРСР. Літаки Ту-22 в різний час експлуатувалися: 15 гв. Гомельської ТБАД — 341 ТБАП (Озерне), 121 гв. ТБАП (Мачулищі), 203 гв ТБАП (Барановичі), а також 200 ТБАП в Бобруйську, 290 ОДРАП в Зябровці. 45 розвідників Ту-22Р експлуатувалися в авіації Військово-морські сили (30 ОДРАП ЧФ Саки та 15 ОДРАП БФ Чкаловськ).
В Дальній авіації СРСР та Росії Ту-22 пролітав до 1994 року. У серпні 1994 року останні літаки Ту-22 (двох полків) покинули Республіку Білорусь та перелетіли на базу переробки в Енгельс на утилізацію, хоча у літаків ще залишався запас ресурсу.

## Бази дислокації Ту-22 у 20 ст
- 43 ЦБЗ та ПЛС ДА (Дягілєво, в/ч 74386) — Ту-22Б, Ту-22п, Ту-22У
- 929 ДЛВЦ (Ахтубінськ, в/ч18374) — Ту-22Р
- 15 ОДРАП ВПС БФ (Чкаловськ, в/ч 49206) — Ту-22Р, РД, П
- 30 ОДРАП ВПС ЧФ (Саки-4, в/ч 56126) — Ту-22Р, Ту-22п, Ту-22У
- 199 ОДРАП (Ніжин, в/ч 13656) — Ту-22Р (Д, ДК), Ту-22РП, Ту-22У
- 290 ОДРАП (Зябровка, в/ч 65358) — Ту-22РД (М), Ту-22У
- 121 ВБАП (Мачулищі, в/ч 15486) — Ту-22п, Ту-22К, Ту-22У
- 203 ВБАП (Барановичі, в/ч 26355) — Ту-22Б, Ту-22К, Ту-22п
- 341 ВБАП (Озерне) — Ту-22п, К, КП, У
- 303 ВБАП (Завітінськ) — Ту-22К
- В Іраку — з початку 1974 10 Ту-22Б, 2 Ту-22УД, з 1981 року — 4 Ту-22К
- У Лівії — 14 ту-22Б та 2 ту-22УД

## Модифікації
- Ту-22Б — первісний варіант літака, оснащений тільки вільнопадаючими бомбами
- Ту-22Р — літак, який поєднує в собі властивості бомбардувальника та розвідника
  - Ту-22РД — оснащений системою дозаправки в польоті
  - Ту-22РК — оснащений апаратурою радіотехнічної розвідки «Куб»
  - Ту-22РДК — модифікація РД, оснащена станцією дальньої радіотехнічної розвідки СРС-11 «Куб-4»
- Ту-22РДМ — вдосконалений варіант Ту-22РДК, 1980
- Ту-22П/ПД — літак, оснащений засобами радіоелектронної розвідки
- Ту-22К/КД — ракетоносець, 1965, несе ракети типу Х-22
- Ту-22КП/КПД — вдосконалений варіант Ту-22ПД, 1968
- Ту-22У/УД — тренувальний літак (назву «УД» умовно, оскільки при наявності штанги паливоприймача апаратура дозаправки на літаку не встановлювалася)

### Ту-22М
Ту-22М, незважаючи на подібне позначення, є окремим літаком, що має мало спільного з Ту-22. Пояснюється така назва тим, що розроблявся Ту-22М за часів М. С. Хрущова (який практично заборонив конструювання нових літаків, зробивши ставку на ракетну зброю)[джерело?]. Назвавши нову машину «модернізацією» Ту-22, А. М. Туполєв отримав фінансування на її створення.

## Колишні оператори

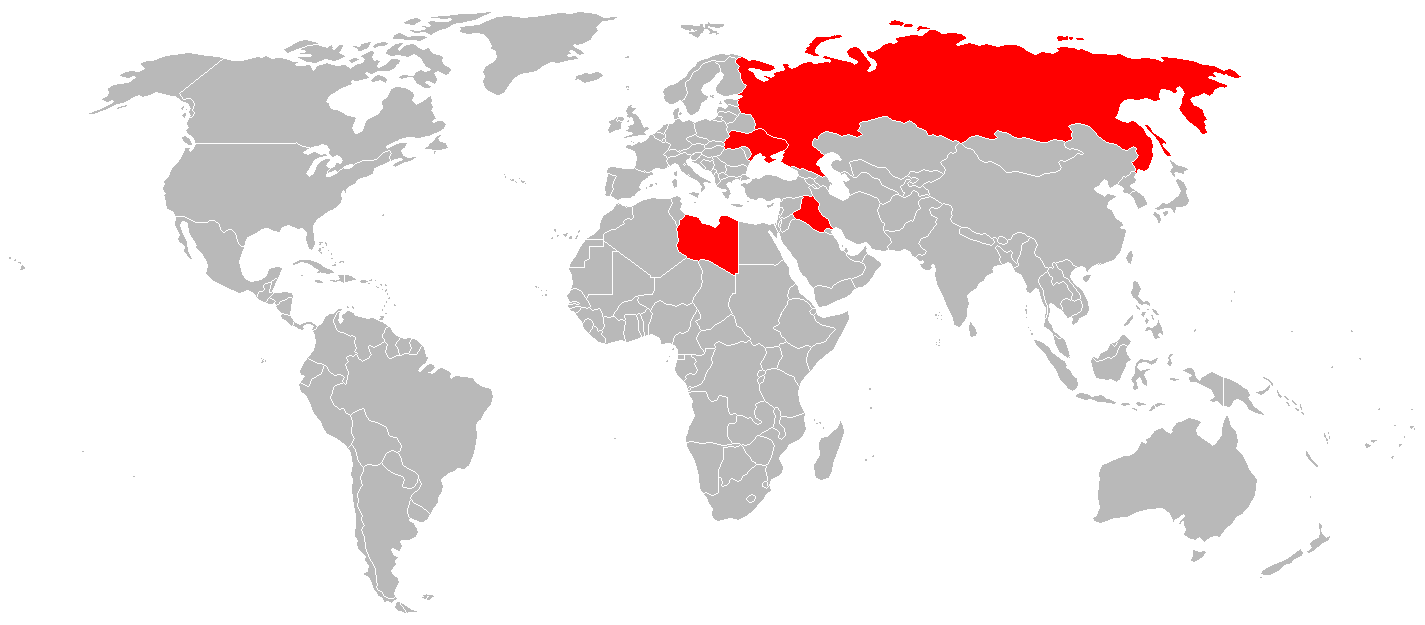
Колишні оператори Ту-22 (на сьогодні літак вже не використовується)

- СРСР — до розпаду держави в 1991 року;
- Україна — здійснили останній політ у 1998 році;
- Росія — до середини 90-х;
- Ірак — В 1979 році ВПС Іраку отримали 14 бомбардувальників Ту-22Б та два навчальних Ту-22У. В 1981 році до них приєдналося 6 ракетоносців Ту-22К.[7][8]
- Лівія — 24 літака. На сьогодні не експлуатуються.

## Бойове застосування
- Угандійсько-танзанійська війна (1978–1979; ВПС Лівії)
- Лівійсько-чадський конфлікт (1981–1987; ВПС Лівії)
- Війна в Іракському Курдистані (1961–1975; ВПС Іраку)
- Ірано-іракська війна (1980–1988; ВПС Іраку)

Модифікація Ту-22ПД (літак РЕБ) застосовувалася на останньому етапі війни в Афганістані. Одиночні машини ходили на завдання разом з бомбардувальниками Ту-16 та Ту-22М, для постановки перешкод пакистанським винищувачам General Dynamics F-16 Fighting Falcon.
В ході Російсько-грузинської війни 2008 року, у зв'язку з втратою ВПС Росії літака Ту-22М, в засобах масової інформації відбулася деяка плутанина, оскільки заступник начальника генштабу Росії Анатолій Ноговіцин назвав втрачений літак «Ту-22» (очевидно, вважаючи, що уточнювати модифікацію немає потреби, оскільки на озброєнні російських ВПС залишаються тільки Ту-22М).

## Тактико-технічні характеристики
Джерело даних: Burdin, Sergey and Dawes, Alan, 2006.
| ТТХ Ту-22 різних модифікацій                                                              | | |
|                                                                                           | Ту-22К Blinder-B | Ту-22Р (Д) Blinder-C |
| Технічні характеристики                                                                   | | |
| Екіпаж                                                                                    | 3 (командир, штурман, бортоператор) | 3 (командир, штурман, бортоператор) |
| Довжина, м                                                                                | 42, 6 | 42, 6 |
| Розмах крила, м                                                                           | 23, 646 | 23, 646 |
| Висота, м                                                                                 | 10, 04 | 10, 04 |
| Площа крила, м²                                                                           | 151, 25 | 151, 25 |
| Коефіцієнт подовження крила                                                               | 3, 7 | 3, 7 |
| Коефіцієнт звуження крила                                                                 | 3, 68 | 3, 68 |
| Кут стрілоподібності по лінії 1/4 хорд                                                    | 52В° 14'30 | 52В° 14'30 |
| Профіль крила                                                                             | П-60 — корінь крила, СР-8 — закінцівки | П-60 — корінь крила, СР-8 — закінцівки |
| База шасі, м                                                                              | 14, 465 | 14, 465 |
| Колія шасі, м                                                                             | 9, 12 | 9, 12 |
| Нормальна злітна маса, кг                                                                 | 92 000 | 85 000 |
| Максимальна злітна маса, кг                                                               | — | 91 000 |
| Нормальна посадкова маса, кг                                                              | 56 500/60 000 без/с Х-22 | 55 400 |
| Максимальна посадкова маса, кг                                                            | 65 000 | 65 000 |
| Маса палива, кг                                                                           | 42 900/37 050 без/с Х-22 | 48 500 |
| Обсяг паливних баків, л                                                                   | 58530 (максимальний) | 58530 (максимальний) |
| Двигун                                                                                    | 2 × ТРДФ РД-7М2 | 2 × ТРДФ ВД-7М |
| Бесфорсажна тяга, кН (кілограм-сила)                                                      | 2 × 107,87 (11000) | 2 × 102,97 (10500) |
| Форсажна тяга, кН (кгс)                                                                   | 2 × 161,81 (16500) | 2 × 156,9 (16000) |
| Льотні характеристики                                                                     | | |
| Максимальна швидкість, км/год                                                             | 1610/1550 без/з Х-22 | 1410 |
| Крейсерська швидкість, км/год                                                             | 950-1000/1200-1300 дозвукова/надзвукова | 950-1000/1200-1300 дозвукова/надзвукова |
| Практична дальність, км (на дозвуковій швидкості на надзвуковій швидкості із дозаправкою) | 4400 1560 6150 | 5650 2400 7150 |
| Бойовий радіус, км                                                                        | 2500-2700 | — |
| Практична стеля, м                                                                        | 13 300 | 13 500 |
| Навантаження на крило, кг/м² (розр.) (При нормальній злітній масі)                        | 608 | 562 |
| Тягооснащеність (При нормальній злітній масі)                                             | 0,3585 | 0, 352 |
| Максимальна експлуатаційна перевантаження                                                 | +2 g | +2 g |
| Озброєння                                                                                 | | |
| Бойове навантаження, кг                                                                   | 5700 (з Х-22) 3000/9000 (нормальна/максимальна) | 3000/9000 (нормальна/максимальна) |
| Ракети «повітря-поверхня»                                                                 | 1 × Х-22 | немає |
| Авіабомби                                                                                 | 1 × ядерна 7У-31 або 246Н 1 × ФАБ-9000М-54 або ФАБ-5000М-54 2 × ФАБ-3000М-54/М-46 3 × ФАБ-1500-2600ТС 4 × ФАБ-1500 з АПП-22 6 × ХАБ-1500, ФАБ-1500М-46 або ФАБ-500М-62 з АПП-22 12 × ФАБ-500М-62 16 × РБК-250-275АО 18 × ФАБ-500М-54/М-46/ТС, ФЗАБ-500 або ЗАБ-500-400 24 × ФАБ-250М-54/М-46/ТС, ОФАБ-250-270, ЗАБ-250-200, ОХАБ-250-235П, ХАБ-250-150см-46, ФОТАБ-250-215, САБ-250-180МФ або ОФАБ-100-НВ | 1 × ядерна 7У-31 або 246Н 1 × ФАБ-9000М-54 або ФАБ-5000М-54 2 × ФАБ-3000М-54/М-46 3 × ФАБ-1500-2600ТС 4 × ФАБ-1500 з АПП-22 6 × ХАБ-1500, ФАБ-1500М-46 або ФАБ-500М-62 з АПП-22 12 × ФАБ-500М-62 16 × РБК-250-275АО 18 × ФАБ-500М-54/М-46/ТС, ФЗАБ-500 або ЗАБ-500-400 24 × ФАБ-250М-54/М-46/ТС, ОФАБ-250-270, ЗАБ-250-200, ОХАБ-250-235П, ХАБ-250-150см-46, ФОТАБ-250-215, САБ-250-180МФ або ОФАБ-100-НВ |
| Оборонне озброєння                                                                        | 1 × 23 мм гармата 261П в установці ДК-20 500 патр. | 1 × 23 мм гармата 261П в установці ДК-20 500 патр. |

## Експозиція
- Полтавський музей дальньої авіації, Полтава
- Авіабаза Озерне, смт Озерне, Житомирська область, пам'ятник авіаторам при в'їзді в гарнізон
- Центральний музей ВПС у Моніно (Росія)

## У творах мистецтва
- «Ніжність до ревучого звіра» (роман, в художній формі описує роботу льотчиків-випробувачів, в тому числі деякі віхи випробувань Ту-22)